# The Panthers Football Club
Maillots
The Panthers Football Club est un club de football équatoguinéen basé à Malabo, capitale du pays. 
Le club a été créé en 1997. L'équipe joue ses matchs au Nuevo Estadio de Malabo qui possède une capacité de 15 250 places. Ce stade a été construit en 2007 en vue d'accueillir la Coupe d'Afrique des nations 2012. 
Le président actuel est Ruslán Obiang Nsue et l'entraîneur actuel est Casto Nopo. Le club évolue actuellement dans le Championnat de Guinée équatoriale de football.

## Palmarès
- Coupe de Guinée équatoriale de football : 1
  - Vainqueur : 2012

## Performances en compétitions de la CAF
- Coupe de la confédération : 1 participation

2013 - Premier tour